# Ai-Girls
Ai-Girls（アイガールズ）は、山形県米沢市を拠点として活動する日本の女性ローカルアイドルグループである。

## 概要
2012年（平成24年）10月に行われたオーディションで選ばれた20人により、米沢市発の社会貢献アイドルユニットとして結成された。2013年（平成25年）4月29日に米沢市の伝国の杜ステージで行われた平成25年度「米沢上杉まつり」開幕祭に19名で出演して本格ステージデビューし「米沢市から全国に愛と元気を届ける社会貢献アイドルユニット」として米沢市内を中心に県内外でのイベント出演・ボランティア活動を開始。総合プロデューサーとして山形県高畠町在住のミュージカルアーティスト・加藤マチャアキが自らダンス指導・楽曲提供を行なった。
2013年（平成25年）4月には福島県喜多方市のご当地アイドルKIRA☆GIRL、福島県福島市のご当地アイドルLoveit!などにも楽曲提供を行っている福島県猪苗代町在住のミュージシャン・ジョニー小椋（小椋寛之）から新曲「touch 私（まい）らぶ  ♡×20」の提供を受けている。
2015年（平成27年）3月28日、置賜総合文化センターホールにて、3期メンバー2名と新曲「so sweet〜君と〜」を初披露した。作曲・編曲は八木雄一、作詞は菊池諒が担当。同年5月30日には初の全国流通となるオリジナル3rdシングルCD「so sweet〜君と〜」のリリース記者会見を東京・秋葉原の「AKIBAドラッグ&カフェ」で行い、カップリング曲「ぎゅ!ぎゅ!米沢牛〜!」を初披露している。
2015年上半期、下半期、2016年上半期と3期連続で「日本ご当地アイドル活性協会が選ぶアイドルセレクト10」に選出されている。
2018年7月22日、Ai-Girls卒業ライブにてメンバーが全員卒業。Ai-Girlsの研修生、Ai-kidsが同年9月からライブを再開し、翌年4月から新生Ai-Girlsとして活動する。
2021年3月31日、Ai-Girls2が活動休止。

## グループ名
オーディション時には米沢名産のアップル(舘山りんご)、カープ(米沢鯉)、ビーフ(米沢牛)の頭文字からACB48米沢との仮称が付けられていたが、後に一般公募された中から、米沢の礎を築いた武将・直江兼続公の『愛と義』（Ai）と（Gi）をテーマにした、Ai-Girls（アイガールズ）という名前が採用された。地元米沢を愛し「愛を届けられるようなグループに育ってほしい」との想いと「愛にあふれた心でグループを応援してほしい」との想いが込められている。

## 経緯
米沢の青少年健全育成団体であるKMAポプラフレンズの代表である塩川智子が「社会貢献の輪を中高生に広げていきたい」という思いをきっかけに、米沢市が平成21年度より募集している「協働提案制度」の「市民提案型協働モデル事業」に提案した「様々な場面で歌・ダンスを発表したり、ボランティア活動を行っていくことを通じて積極性、自主性、協調性のある人材を育成する。また、継続的に社会貢献活動を行う青少年ボランティア活動の裾野を拡げる」とする「ACB48米沢（仮称）育成プロジェクト」が平成24年度に採択され、Ai-Girlsが誕生することになった。
主催には同団体のほか、米沢市と米沢市教育委員会が名を連ねており「地域に貢献できるジュニアリーダーの育成、青少年の健全育成に寄与できるプログラム」として、市の広報やWebページでのPR活動、練習場所の確保、活動場所の提供と調整、経費の負担の面でバックアップを行うとしている。また、衣装の一部に米沢織が使用されており、米沢織物工業組合青年部が中心となり生地を提供し、衣装デザインを地元の高校生が担当するなど市民の協働参画が進んでいる。
平成26年度は前年度に引き続き「協働提案制度補助金」の対象となったが、8月29日に公表された事業評価で担当課である米沢市の社会教育・体育課は「青少年の健全育成、郷土愛の醸成、地域活動やボランティア活動の継続、米沢の魅力発信について、十分な成果を得ることができた」と評価した上で「平成27年度以降の自立へ向けて協力していく」とした。
平成27年3月末をもって、KMAポプラフレンズはAi-Girls の主催から外れ、同年4月より「Ai-プロジェクト」へ移行、協働モデル事業の終了により、独自に地元イベントのステージ出演や福祉施設への慰問活動を継続している。

## メンバー

### 現在のメンバー
- 2017年9月1日現在

| 名前 | アイドルネーム | 生年月日 | 現年齢 | 期 | 出身地 | 特記事項 |
| ---- | -------------- | -------- | ------ | -- | ------ | -------- |

- 2012年10月20日に行われたオーディションでは20名の合格者が決定、のちに合格者に2名が追加され22名での育成プロジェクトがスタートしたが、3名が活動を辞退し19名でのデビューとなった。
- 2013年10月5日に行われた2期生オーディションでは6名の合格者が決定[16]したが、翌2014年4月5日に行われた新曲・新衣装発表記者会見で披露された2期生は3名[17]、実際に1期生に合流したのは2名であった。同記者会見において2代目キャプテンとして本木花梨（もっちぃ）が発表され、初代キャプテンの太宰優華（ゆかにゃろ）は運営スタッフとして関わるとの説明がなされた。
- 親しみが持てるようにとアイドルネーム(愛称)が採用されており、イベントでのメンバー紹介やブログへの投稿はアイドルネームで行っている。

### 元メンバー
| 名前      | アイドルネーム | 生年月日 （現年齢）    | 期  | 卒業日 (発表日)                 | 出身地 | 特記事項 |
| --------- | -------------- | ---------------------- | --- | ------------------------------- | ------ | --- |
| -         | あい           | - (-)                  | 2期 | - (-)                           | -      | 合流せず |
| HITOMI    | ひーにゃん     | 1990年3月5日（35歳）   | 1期 | 2013年10月31日 (2013年10月14日) | 米沢市 | ラストステージは12月22日のクリスマスライブ |
| RIN       | RIN            | 2000年6月10日（24歳）  | 1期 | 2013年12月22日 (2013年12月21日) | 米沢市 | |
| SHIORI(R) | しおりん       | 1998年2月7日（27歳）   | 1期 | 2013年3月30日 (2014年3月12日)   | 飯豊町 | |
| YUKA      | ゆかにゃろ     | 1996年3月6日（29歳）   | 1期 | 2014年5月18日 (2014年4月5日)    | 米沢市 | 元キャプテン |
| NAOKO     | NAO            | 1996年12月12日（28歳） | 1期 | 2014年4月29日 (-)               | 山形市 | |
| SHIORI(S) | 奈海ぃ         | 1996年9月28日（28歳）  | 1期 | 2014年4月29日 (2014年4月7日)    | 山形市 | |
| KAORU     | RUKA           | 1997年8月17日（27歳）  | 1期 | - (-)                           | 米沢市 | |
| KIYOKA    | きよか         | 2000年3月5日（25歳）   | 1期 | 2015年3月7日 (-)                | 山形市 | |
| YUUKA     | ゆうかりん     | 1994年7月30日（30歳）  | 1期 | 2015年3月15日 (-)               | 米沢市 | |
| KARIN     | もっちぃ       | 1998年4月1日（27歳）   | 1期 | 2015年3月15日 (-)               | 南陽市 | 元2代目キャプテン |
| AYUMI     | AYU            | 1999年1月20日（26歳）  | 1期 | 2015年3月15日 (-)               | 米沢市 | |
| MOE       | もえちー       | 2000年4月23日（25歳）  | 2期 | 2015年5月 (-)                   | 米沢市 | |
| HARUKA    | ナギ           | 2001年2月4日（24歳）   | 1期 | 2015年9月26日 (-)               | 米沢市 | |
| KOHARU    | こーたん       | 2003年2月8日（22歳）   | 1期 | 2015年9月26日 (-)               | 米沢市 | |
| MINAMI    | みなみ         | 1997年8月3日（27歳）   | 3期 | 2015年12月23日 (-)              | 山形市 | 2018年に第1期メンバーのREINAとアイドルユニット#NANAを結成し、名前をMIMI（ミミ）に改名したが、2019年4月に相方のREINAが個人の事情で#NANAを脱退し現在はソロアイドルとして活動中。 |
| HANA      | はぁちゃん     | 2000年12月27日（24歳） | 1期 | 2016年2月27日 (-)               | 米沢市 | |
| MAHIRO    | まひろ         | 1999年7月31日（25歳）  | 2期 | 2016年5月31日 (-)               | 山形市 | |
| ARISU     | アリス         | 1999年9月17日（25歳）  | 1期 | 2016年7月16日 (-)               | 米沢市 | |
| YUIPYON   | ゆいぴょん     | 2002年8月29日（22歳）  | 4期 | 2017年3月31日 (2017年3月29日)   | 米沢市 | |
| REINA     | れーなぽん     | 1999年3月16日（26歳）  | 1期 | 2017年7月31日 (2017年6月22日)   | 米沢市 | 元総監督。 2018年に第3期メンバーのMINANIとアイドルユニット#NANAを結成し、名前をREI（レイ）に改名したが、2019年4月に個人の事情で#NANAを脱退。                                   |
| KIRARA    | キララ         | 2000年4月24日（25歳）  | 1期 | 2018年7月22日 (-)               | 米沢市 | |
| AMI       | あみりん       | 2001年3月29日（24歳）  | 1期 | 2018年7月22日 (-)               | 米沢市 | メインボーカル |
| HIYORI    | ひよりん       | 2002年8月7日（22歳）   | 1期 | 2018年7月22日 （-)              | 米沢市 | |
| HIKARI    | ひかりん       | 2003年11月27日（21歳） | 3期 | 2018年7月22日 (-)               | 米沢市 | |

| 名前       | アイドルネーム | 生年月日 （現年齢） | 卒業日 (発表日)                 | 出身地 | 特記事項   |
| ---------- | -------------- | ------------------- | ------------------------------- | ------ | ---------- |
| のんちゃん |                |                     | 2020年3月28日（2020年2月21日）  |        |            |
| なっちゃん |                |                     | 2020年3月28日 （2020年2月21日） |        |            |
| ゆありん   |                |                     |                                 |        |            |
| ゆめ       |                | 2020年              |                                 |        | キャプテン |
| あい       |                |                     |                                 |        |            |
| かのん     |                |                     |                                 |        |            |
| りな       |                |                     |                                 |        |            |

## 作品

### シングル
| 順  | リリース日    | タイトル           | カップリング                                                  | 販売形態 | 備考                                         |
| --- | ------------- | ------------------ | ------------------------------------------------------------- | -------- | -------------------------------------------- |
| 1st | 2013年7月28日 | カラフルTime       | I like you, I にじ you                                        | CD       | 作詞・作曲 加藤公亮 編曲 高橋ひろみ          |
| 2nd | 2014年8月30日 | touch 私 らぶ ♡×20 | 片想いの空                                                    | CD       | 作詞・作曲 ジョニー小椋                      |
| 3rd | 2015年6月10日 | so sweet〜君と〜   | ぎゅ!ぎゅ!米沢牛〜!                                           | CD       | 作曲・編曲 八木雄一 作詞 菊池諒              |
| 4th | 2016年6月11日 | Dream happinesS    | つや姫                                                        | CD       | 作曲・編曲 八木雄一 作詞 菊池諒              |
| 5th | 2017年6月25日 | 恋情☆week          | プレシャス☆フルーツ〜yamagata story〜 ハピ→ラキアトラクション | CD       | 作曲・編曲 桜美桜 / 川崎ダイスケ 作詞 菊池諒 |

上記のほか、持ち歌にヒップホップ調に編曲した米沢市制100周年記念テーマソング『ぼくたちのまち米沢』がある。

## 出演
- Ai-Girls 公式サイト より[18]

### テレビ
- 今夜はなまらナイト なまらナイトフェスティバル(2013年6月7日、NHK山形放送局制作・NHK総合(山形県域))[19]
- 元気やまがたダンスフェスタ2013 (2013年8月24日、山形放送)

### ケーブルテレビ
- Ai-LOVE-MUSIC!（2014年4月14日 - 、NCVニコニコケーブルテレビジョン）レギュラー出演
  - 毎週日曜日16:00 -16:30、毎週月曜日17:00 - 17:30 / 24:30 - 25:00

### ラジオ
- ここはふるさと旅するラジオ（2013年10月1日、NHKラジオ第一）ゆかにゃろ・ゆうかりん[20]
- エフエムNCVおきたまGO！公開生放送 in イオン米沢店（2014年3月8日、エフエムNCVおきたまGO!）ゆかにゃろ・ゆうかりん
- エフエムNCVおきたまGO！公開生放送 in イオン米沢店（2015年3月7日、エフエムNCVおきたまGO!）あみりん・もえち

### インターネット
- 経済産業省・中小企業庁サイト「ものづくり★プライド 注目支援施策を活用した成果事例」 - 東海地区代表として参加（2016年3月）[21]

### イベント
- Ai-Girls 公式サイト より[18]

### キャンペーン
- 全国あまちゃんマップ あなたの街おこしキャンペーン[22]（2013年、NHK）- 地元サポーター[23]
- 恋する地元キャンペーン[24]（2014年、NHK）- 「恋ジモサポーター」山形県代表